# SMS Budapest
SMS Budapest var ett pansarskepp som tillhörde den österrikisk-ungerska marinen. Hon var det sist färdigställda fartyget i Monarch-klass, som hon utgjorde tillsammans med systerfartygen SMS Monarch och SMS Wien. Fartyget sjösattes den 27 april 1896 och togs i tjänst den 12 maj 1898. Hon tillbringade större delen av sin karriär till taktiska övningar i Adriatiska havet. Under första världskriget deltog hon, liksom sina systrar, i bombardemanget av den italienska flottbasen Cattaro. Efter krigsslutet övertogs hon av britterna som en del av Österrikes krigsskadestånd och skrotades i Italien 1920.

## Galleri

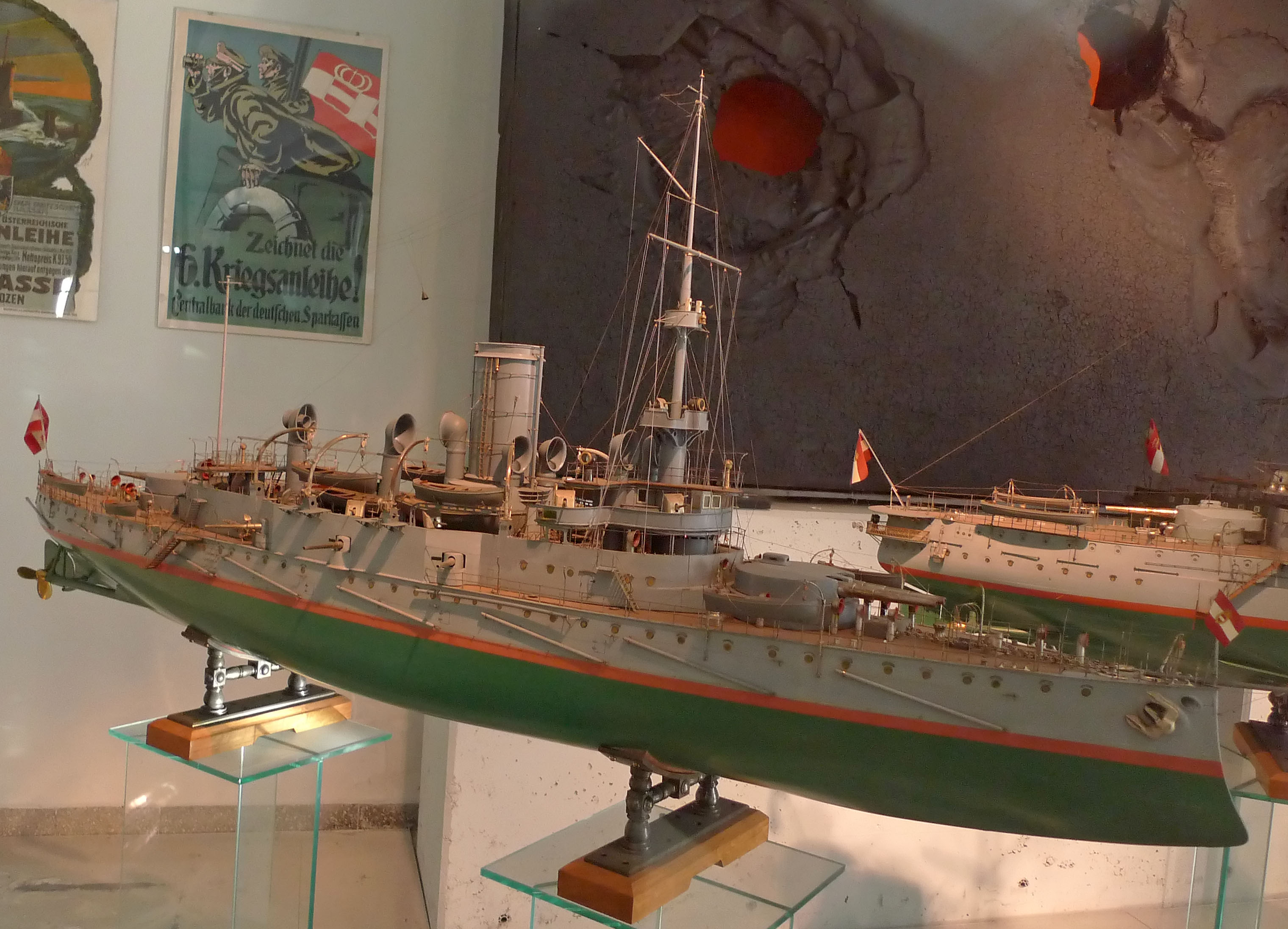
Modell av Budapest i skala 1/50 som finns utställd på det militärhistoriska museet i Wien.
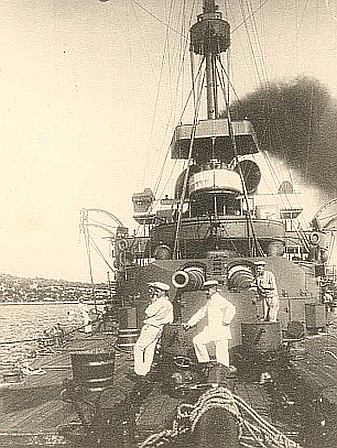
Budapest på manöver 1902.